# Bulbophyllum fuscopurpureum
Bulbophyllum fuscopurpureum är en orkidéart som beskrevs av Robert Wight. Bulbophyllum fuscopurpureum ingår i släktet Bulbophyllum och familjen orkidéer. Inga underarter finns listade i Catalogue of Life.